# 鈴木與平 (7代目)
鈴木 與平（すずき よへい、1910年（明治43年）5月11日 - 1993年（平成5年）5月23日）は、日本の実業家。元鈴与会長。旧名 鈴木一郎。

## 人物・経歴
静岡県出身。鈴与商店社長で貴族院議員、6代目鈴木與平の長男として生まれる。清水市立清水尋常高等小学校卒業。静岡県立静岡中学校から、旧制静岡高等学校へ進んだが、2年次から旧制成城高等学校に転学し、卒業した。1935年（昭和10年）、京都大学経済学部卒業。山下汽船入社。1937年（昭和12年）4月、鈴与商店に転じ、1940年（昭和15年）5月、鈴与商店並びに鈴与倉庫、清水食品各社長に就任。同年8月、静岡鉄道監査役に選ばれ、次いで取締役となる。1944年（昭和19年）、鈴与社長。1946年（昭和21年）、清水商工会議所会頭。
1959年（昭和34年）8月、日本生産性本部港湾経営視察団員として渡米。1968年（昭和43年）、静岡県社会福祉協議会会長。1969年（昭和44年）10月、清水ストックトン友好都市十周年公式訪問渡米、同月、静岡県貿振オーストラリア貿易施設団員として外遊、1971年（昭和46年）10月、同南米使節団として外遊。
1975年（昭和50年）、鈴与会長。1978年（昭和53年）、清水港湾資料館（現・フェルケール博物館）設立、理事長に就任。1986年（昭和61年）、勲三等に叙せられる。1992年（平成4年）3月16日、清水市名誉市民。
1993年（平成5年）5月23日、急性心不全のため清水市立病院（現・静岡市立清水病院）で死去。
戦後の混乱の中、事業の拡張に傾注した一方、公的な活動を通して地域に尽くした。清水市立病院の開設、市立清水小学校への特殊学校開設、福祉施設「宍原荘」の開所、など、福祉・教育・文化振興にも大きな役割を果たした。

## 栄典
- 紺綬褒章（昭和28年、及び昭和41年）
- 藍綬褒章（昭和44年）
- 勲三等旭日中綬章

## 家族
- 父：山崎通太郎（鈴木與平 (6代目)）
- 母：影山まさ
- 妻：向坂明子（向坂均一[9]の三女）
- 長男：鈴木通弘（鈴木與平 (8代目)）
- 長女：鈴木佐知子（東芝 田中範夫の妻）
- 二女：鈴木久美子（日本長期信用銀行 清水克真の妻）
- 三女：鈴木三重子（筑波大学名誉教授 亀田寿夫の妻）
- 四女：鈴木由利子（巴商会社長 岡本利彦の妻）
- 弟：鈴木要二[10]（鈴与社長）
- 弟：鈴木清司
- 弟：鈴木辰衛[11]（静甲社長）